# Dixella tonnoiri
Dixella tonnoiri är en tvåvingeart som först beskrevs av John Nicholas Belkin 1968.  Dixella tonnoiri ingår i släktet Dixella och familjen u-myggor. Inga underarter finns listade i Catalogue of Life.